# منضحة (ريمة)

تعديل مصدري - تعديل

منضحة أو قرية منضحة  هي إحدى قرى عزلة بني سعيدالواقعة ضمن مديرية الجعفرية التابعة لمحافظة ريمة، بلغ تعداد سكانها (295) نسمة حسب تعداد اليمن لعام 2004.

## المحلات التابعة للقرية
- طباقة
- المغارب
- الحريق
- منضحة السافلة
- المورد

## روابط خارجية
- الدليل الشامــل